# Korallticka
Korallticka (Grifola frondosa) är en svampart som först beskrevs av James Dickson, och fick sitt nu gällande namn av Samuel Frederick Gray 1821. Korallticka ingår i släktet Grifola,  och familjen Meripilaceae.  Artens status i Sverige är reproducerande. Inga underarter finns listade. Svampen är rödlistad som nära hotad i Danmark, Norge och Sverige.
Koralltickan är lämplig som handelssvamp och anses välsmakande. Den är rödlistad i en del länder och bör alltså inte plockas i dessa eller köpas om ursprungslandet inte är sådant där koralltickan inte är hotad.

## Externa länkar

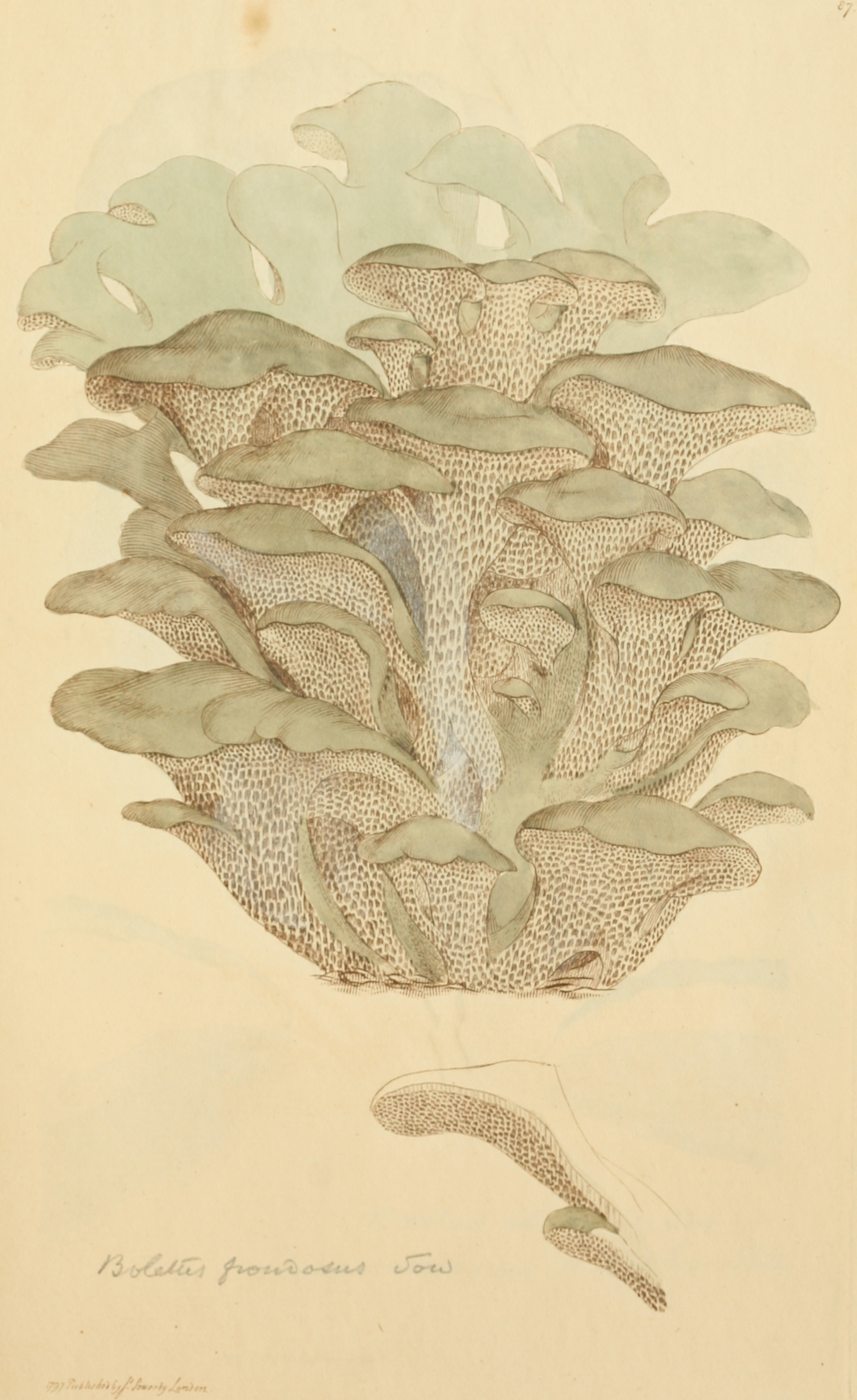
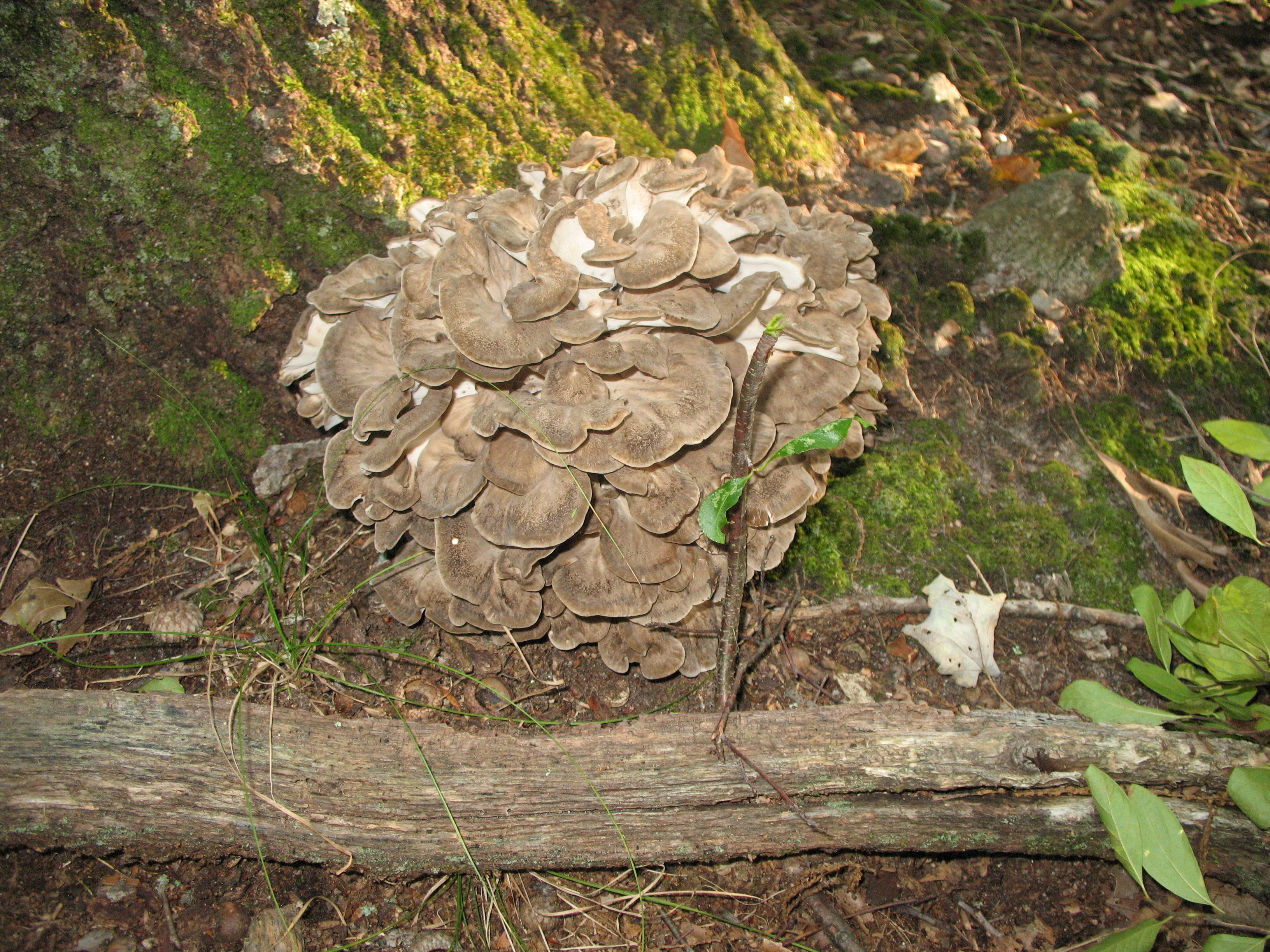
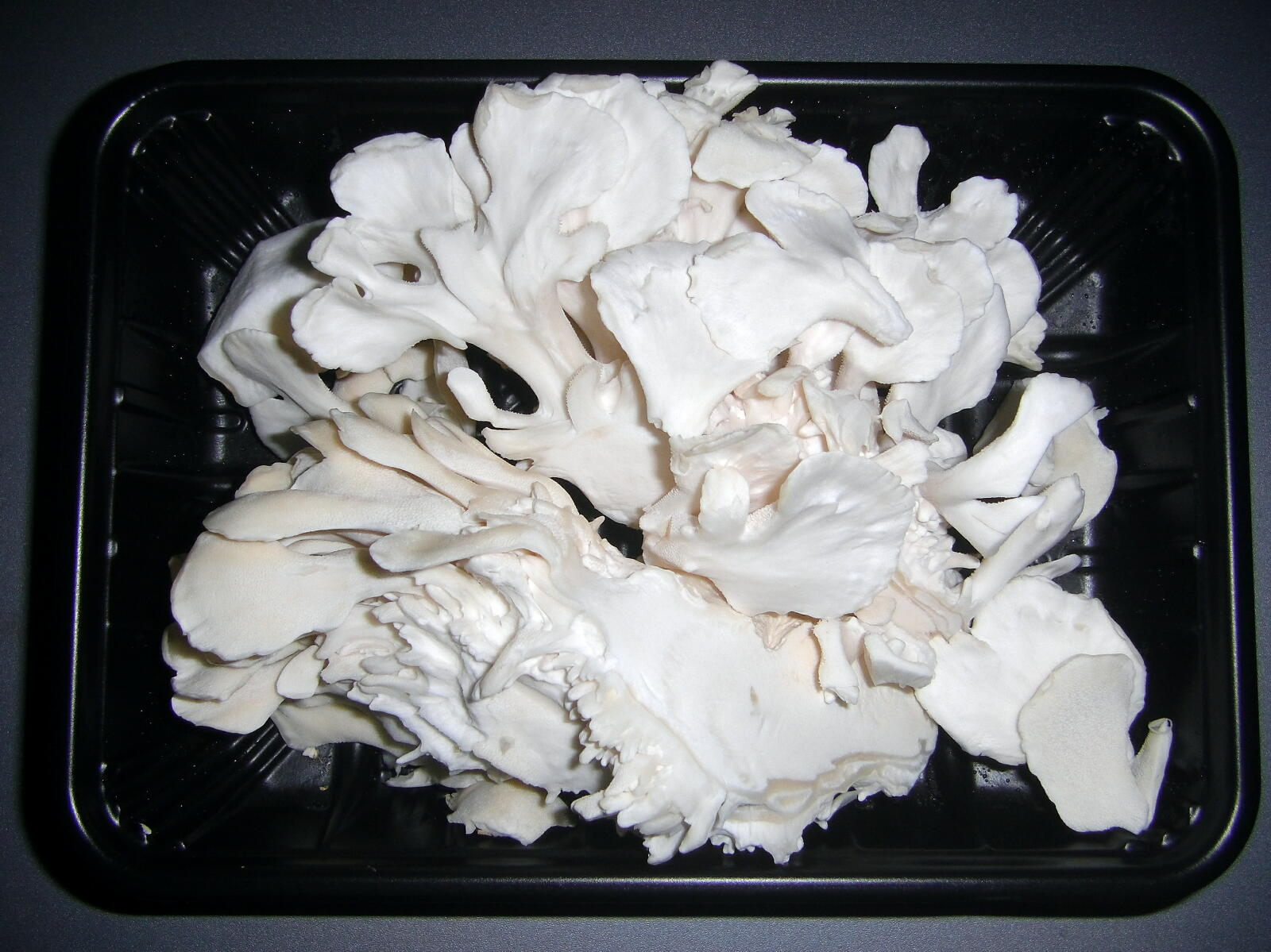